# Lena Spoof
Lena Spoof (ur. 20 sierpnia 1961 w Vaasie) – fińska lekkoatletka specjalizująca się w krótkich biegach płotkarskich.
Największy sukces na arenie międzynarodowej odniosła w 1979 r. w Bydgoszczy, zdobywając złoty medal mistrzostw Europy juniorek w biegu na 100 metrów przez płotki. Startowała również w finale biegu sztafetowego 4 x 100 metrów, w którym fińskie sprinterki zajęły VIII miejsce.
Jest wielokrotną medalistką mistrzostw Finlandii, m.in. czterokrotnie złotą w biegu na 100 metrów przez płotki (1978, 1979, 1980, 1982) oraz czterokrotnie złotą w biegu na 60 metrów przez płotki w hali (1978, 1979, 1980, 1983).
Rekordy życiowe:
- bieg na 60 metrów przez płotki (hala) – 8,45 – Wiedeń 24/02/1979
- bieg na 100 metrów przez płotki – 13,24 – Bydgoszcz 17/08/1979 (rekord Finlandii juniorek)